# Valaliky
Valaliky este o comună slovacă, aflată în districtul Košice-okolie din regiunea Košice. Localitatea se află la altitudinea de 185 m deasupra n.m., se întinde pe o suprafață de 8,63 km2 și în 2017 număra 4.473 de locuitori.

## Demografie
| An:                | 1994 | 2004   | 2014   | 2024   |
| ------------------ | ---- | ------ | ------ | ------ |
| Număr de persoane: | 3563 | 3913   | 4264   | 4549   |
| Diferență:         |      | +9,82% | +8,97% | +6,68% |

| An:                | 2023 | 2024   |
| ------------------ | ---- | ------ |
| Număr de persoane: | 4520 | 4549   |
| Diferență:         |      | +0,64% |